# TK/ST-4
La carretera prefectural 4 (東京都道・埼玉県道4号東京所沢線, Tōkyōto-dō Saitama kendō 4-gō Tōkyō Tokorozawa-sen) és una carretera prefectural de primera classe compartida entre les prefectures de Tòquio i Saitama, comunicant el districte especial de Shinjuku, a Tòquio amb la ciutat de Tokorozawa, a la prefectura de Saitama.
Durant el seu recorregut, la carretera rep diversos noms com ara "carrer Meiji" (明治通り, Meiji dōri) a Shinjuku, "carrer Yasukuni" (靖国通り, Yasukuni dōri) també a un tros de Shinjuku, "carretera d'Ōme" (青梅街道, Ōme kaidō) entre Shinjuku i el municipi de Nishi-Tōkyō i "carretera de Tokorozawa" (所沢街道, Tokorozawa kaidō) entre Nishi-Tōkyō i Tokorozawa.
La carretera prefectural 4 té una llargària total de 29,2 quilòmetres. Les seccions del recorregut a Tòquio i Saitama tenen una llargària de 24.870 i 4.329 metres respectivament.

## Recorregut
- Tòquio
  - Shinjuku
  - Nakano
  - Suginami
  - Nerima
  - Nishi-Tōkyō
  - Higashi-Kurume
  - Higashi-Murayama
- Prefectura de Saitama
  - Tokorozawa